# Parachute Jump
Le Parachute Jump est une ancienne attraction de fête foraine située sur Coney Island, à Brooklyn, aux États-Unis. Sa structure métallique, d'une hauteur de 76 mètres, est devenue un symbole de l'arrondissement de Brooklyn. Elle est surnommée la « Tour Eiffel de Brooklyn ». Elle se trouve à proximité du MCU Park, stade de baseball des Cyclones de Brooklyn. 
Elle a été construite pour l'exposition internationale de 1939 qui s'est tenue à Flushing Meadows, dans le Queens, et a ensuite été utilisée au Steeplechase Park, parc d'attractions de Brooklyn. Elle a été conçue pour entraîner les militaires au saut en parachute par le commandant James H. Strong dans les années 1930, qui créa avec la société d'ingénierie Elwyn E. Seelye & Company une version pour le divertissement quand ils observèrent l'enthousiasme des civils pour le concept de la tour. La société Bethlehem Steel Company a fabriqué les pièces de la tour, et la société  Skinner, Cook & Babcock a construit la tour sur place.
La tour est composée de 6 faces et de 12 points de saut, chacun accessible via une passerelle métallique. Les usagers s'asseyaient sur un siège accroché à un parachute tiré en haut de la tour par un câble métallique, puis lâché pour une descente en douceur. La remontée durait 1 minute, et la descente 10 à 15 secondes. La tour pèse 170 tonnes et mesure 79,8 mètres de haut (262 pieds).
Après l'exposition internationale de 1939, le Parachute Jump est acheté par la famille George C. Tilyou et est installé à Steeplechase Park. Le parc est racheté en 1965 par Fred Trump (père de Donald Trump) et la tour continue d'être en opération, mais le parc est racheté par la ville de New York en 1969 et la tour est mise en vente en 1971. Elle est finalement inscrite official landmark par la Commission de conservation des monuments de la ville de New York en 1977, au Registre national des lieux historiques depuis 1980, puis City landmark en 1989 après que sa solidité structurelle ait été démontrée.
En 1991, des derniers travaux de conservation sont effectués pour retirer les cables et les débris inutiles, afin de ne garder que la structure. Le Parachute Jump est le dernier vestige toujours debout du Steeplechase Park.